# Tala Ashe
Tala Ashe (24 juli 1984) is een Iraanse actrice die voornamelijk werkzaam is in Hollywood.